# Версај (Мисури)
Версај (енгл. Versailles) град је у америчкој савезној држави Мисури.

## Демографија
По попису из 2010. године број становника је 2.482, што је 83 (-3,2%) становника мање него 2000. године.
| Група             | 2000.         | 2010.         |
| Белци             | 2.426 (94,6%) | 2.254 (90,8%) |
| Афроамериканци    | 55 (2,1%)     | 70 (2,8%)     |
| Азијати           | 1 (0,0%)      | 7 (0,3%)      |
| Хиспаноамериканци | 27 (1,1%)     | 77 (3,1%)     |
| Укупно            | 2.565         | 2.482         |